# Luigi Fiacchi

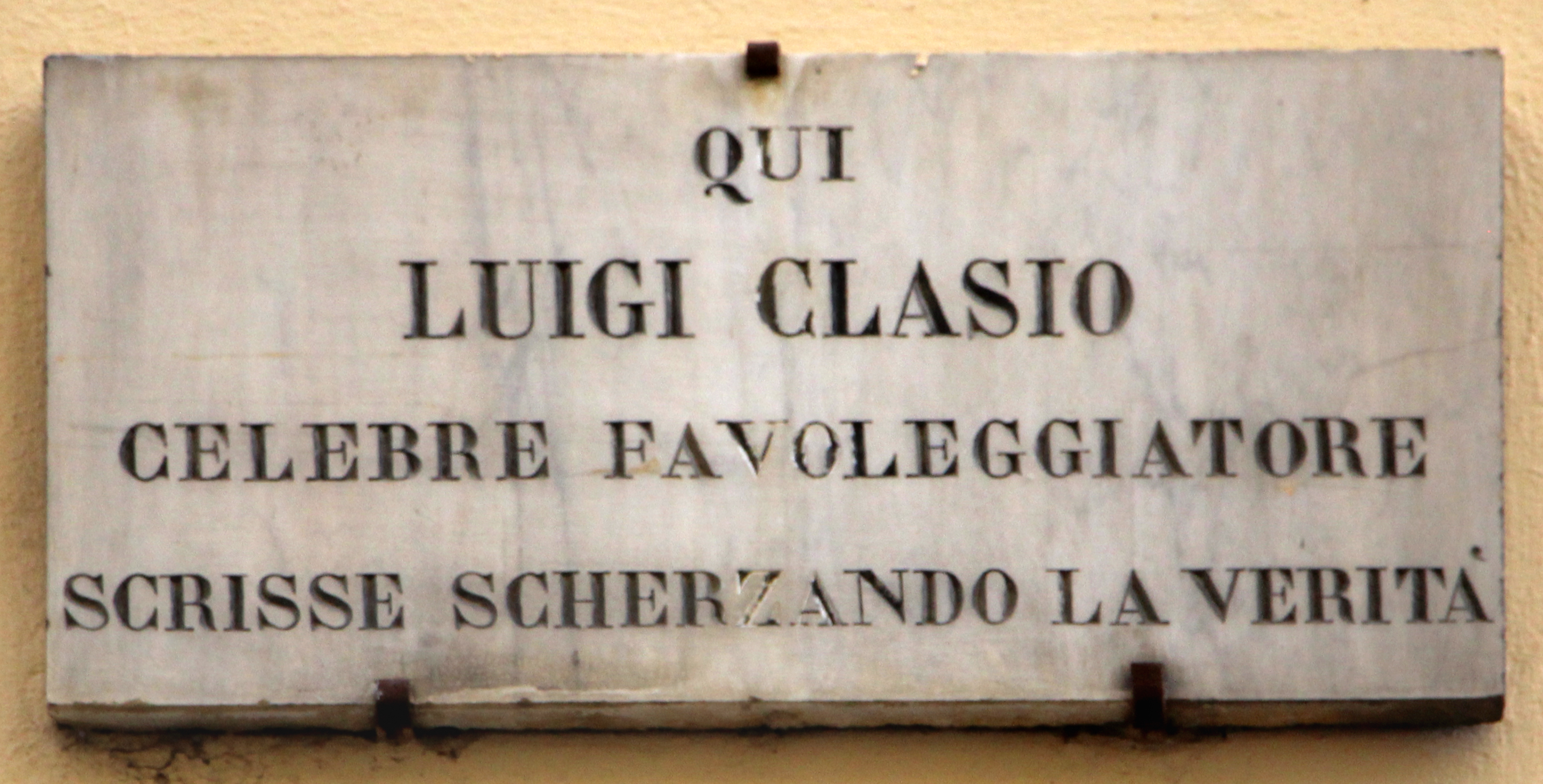
Lapide in via Monalda a Firenze

Luigi Fiacchi, noto anche con lo pseudonimo di Luigi Clasio (Scarperia, 4 giugno 1754 – Firenze, 25 maggio 1825), è stato un poeta, filologo, presbitero e favolista italiano.

## Biografia
Appartenente a una famiglia di umili origini, studiò inizialmente presso uno zio paterno curato di Rupecanina; nel 1768 fu ammesso al Collegio Eugeniano di Firenze dove fece studi letterari e filosofici. Ordinato sacerdote nel 1777, grazie all'intercessione dell'arcivescovo Incontri, fu mandato per un anno all'Università di Bologna. Ritornato a Firenze ebbe subito un posto di insegnante di filosofia e matematica al collegio Eugeniano dove rimase fino all'ottobre 1786 allorché il granduca Pietro Leopoldo lo nominò insegnante delle stesse materie nelle scuole leopoldine.
Entrò presto in contatto con i membri dell'Accademia della Crusca e ne fu nominato socio nel 1812. Lo stesso anno pubblicò con Giuseppe Sarchiani e Giovanni Lessi un elenco di vocaboli da inserire nel Vocabolario. Nella Crusca ricoprì gli incarichi di censore (nel 1818 e nel 1821), di bibliotecario (nel 1824) e di membro della deputazione per i testi di lingua (dal 1819 in poi). La ricerca di libri antichi, di cui faceva collezione, lo spinse a studi di filologia per accertarne le lezioni più sicure, e ne pubblicò parecchi (per esempio, su Boccaccio, Cavalca, Rinuccini, Lorenzo il magnifico, ecc.).
Il Fiacchi è ricordato soprattutto come poeta e soprattutto come autore di favole. Scrisse Poesie sacre, Poesie rusticane, Sonetti pastorali e Favole. Tre dei Poemetti hanno per tema l'Incarnazione  di Gesù Cristo. I Sonetti pastorali, editi in più riprese a Firenze a partire dal 1789 e in seguito furono pubblicati insieme alle Favole, furono composti per le accademie alle quali apparteneva il Fiacchi, risentono soprattutto di tendenze arcadiche. Le sue Favole in rima sono in totale cento: cinquantaquattro vennero pubblicate nel 1795, altre trentadue vennero pubblicate in appendice nell'edizione del 1802 e le rimanenti quattordici furono aggiunte nell'edizione del 1807. Di recente Davide Puccini ne ha curato un’edizione in testo critico e con sistematica annotazione. Per lo più le favole sono originali; in ogni caso gli spunti vengono rielaborati con uno stile personale legato alla vita paesana del Mugello, sia nell'ambientazione, sia nel linguaggio che ha tuttavia anche una patina dotta.

## Opere (selezione)
- Saggio di poesie toscane di Clasio, Firenze: presso Pietro Allegrini alla croce rossa, 1789
- Favole di Luigi Clasio, Firenze: Ciardetti, 1795
- Sonetti pastorali di Luigi Clasio. Firenze: presso Ciardetti, 1796
- Favole e sonetti pastorali di Luigi Clasio con nuove aggiunte, Firenze: Ciardetti, 1802 (Google libri)
- Parafrasi dell'inno di Santa Chiesa vexilla regis prodeunt, Firenze: presso Ciardetti, 1802
- Lamento di Cecco da Varlungo in morte della Sandra: idillio rusticale, Firenze: D. Ciardetti, 1804
- Favole di Luigi Clasio coll'aggiunta de sonetti pastorali del medesimo autore, 2 voll., Firenze: nella stamperia di Borgo Ognissanti, 1807 (Google libri, Vol. I Google libri, Vol. II)
- Cicalata di Luigi Clasio in lode dei gobbi, Firenze: Stamperia di Borgo Ognissanti, 1808 (Google libri)
- Poesie varie di Luigi Clasio, Firenze: tip. L. Ciardetti, 1820 (Google libri)